# Paul Marie Bolo

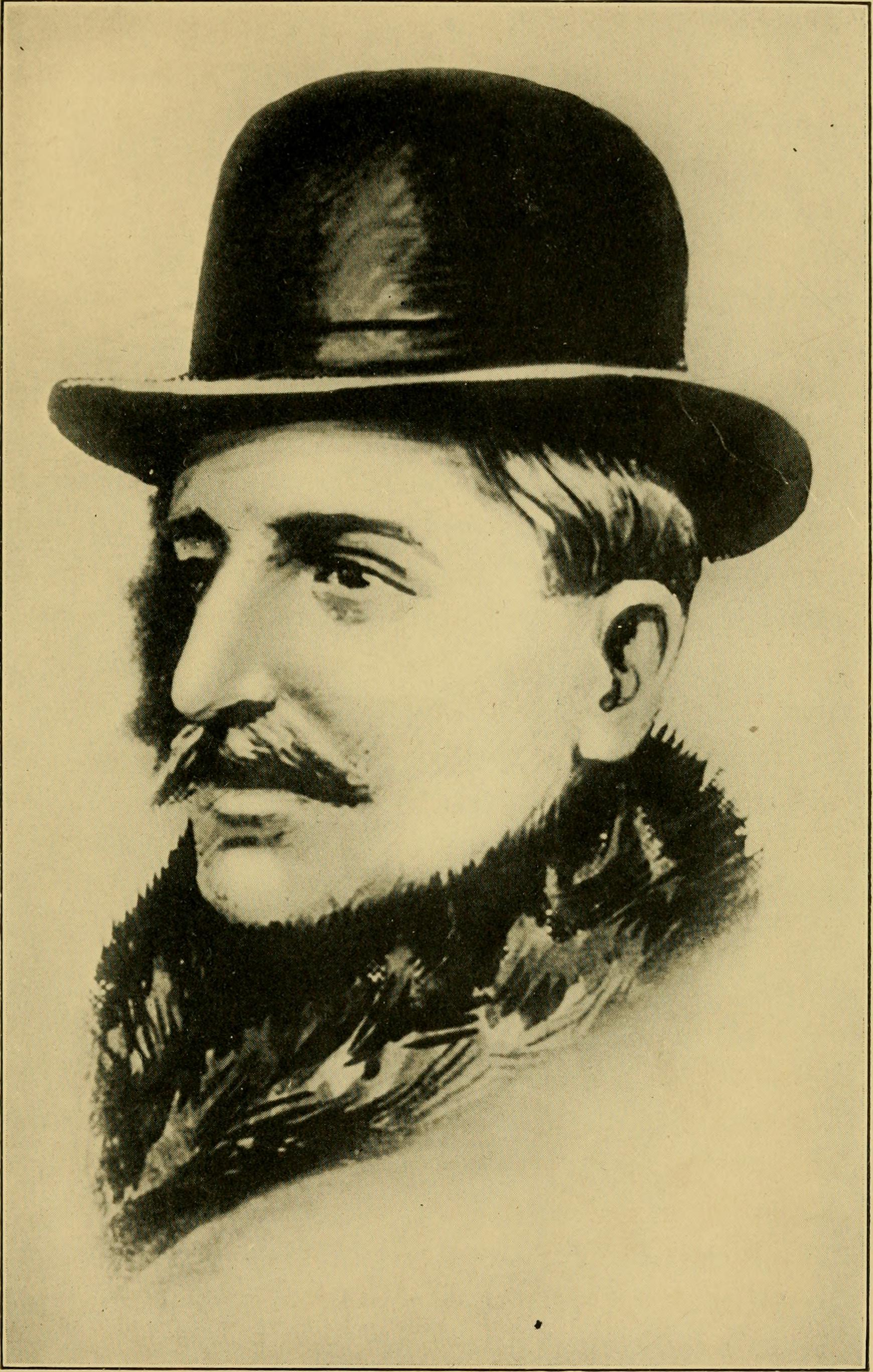
Paul Marie Bolo

Paul Marie Bolo, eller Bolo pascha, född 1867 och död 1918, var en fransk äventyrare.
Efter att ha prövat diverse yrken och bland annat inlett bekantskap med Joseph Caillaux blev Bolo 1914 ekonomiskt ombud för den egyptiske kediven Abbas Hilmi, som förlänade honom titeln pascha. I storspekulativt syfte och med kediven som garant inledde han förbindelser med ledande statsmän i Tyskland som Gottlieb von Jagow, Johann Heinrich von Bernstorff med flera, vilka han lyckades intressera för en fantastisk plan om fredspropaganda i Frankrike under kriget, förmedlad genom tyskt förvärv av inlytelserika franska tidningar, bland annat Le Journal och Le Figaro. Genom en händelse avslöjades han 1917, häktades och avrättades för högförräderi.